# Brackley (comté de Cavan)
Pour les articles homonymes, voir Brackley.
Brackley (en irlandais, Breac Loch signifiant 'Lac Speckled' ou moins probable Breaclaí signifiant 'Speckled Land') est un townland dans la paroisse civile de Templeport, comté de Cavan, en Irlande.

## Géographie
Brackley est délimitée au nord par le bourg de Mullaghlea, à l'ouest par la paroisse de Prospect, Corlough et par le bourg de Derrymony ; au sud par les townlands de Killyneary, Carrick East et Gortnavreeghan et à l'est par Mullanacre Upper, townland dans la paroisse de Tomregan.
La localité dépend de la paroisse catholique romaine de Templeport et la baronnie de Tullyhaw.
La montagne Slieve Rushen pour le versant ouest, Brackley Lough, des ruisseaux de montagne, des tourbières, le bois de Brackley, des plantations forestières, des carrières de pierre et des puits creusés caractérisent géographiquement le territoire.
La localité fait partie de la zone du patrimoine naturel de la tourbière Slieve Rushen.
Une île de Brackley Lough s'appelle l'île du Baron d'après un baron de Trent qui a vécu à Brackley House vers 1850 et qui a construit une cabane sur l’île.
Brackley est traversé par la voie régionale N87 et des voies rurales.
Le townland couvre une superficie de 619 acres (250,5 ha).

## Toponymie
La carte des baronnies de 1609 décrit le townland comme étant Brockl.
Le Commonwealth Survey de 1652 indique que le townland se nomme Bracklagh.
La carte de 1665 du Down Survey décrit le townland sous la forme Bracklogh.
La carte de William Petty de 1685 la désigne comme Bracklough.

## Histoire
Le 12 novembre 1590, la reine Élisabeth Ire d'Angleterre accorda la grâce (no 5489) à Ferrall M'Gawran of Breachlaghe, alors qu'il a combattu contre ses troupes. Il s'agissait probablement du même homme qui avait déjà été gracié le 19 janvier 1586 (no 4813,  Ferriell M'Manus M'Thomas Magawran de Killsollaghe ), il se battait toujours contre les Anglais trois ans plus tard. Farrell McGovern était le petit-fils de Tomas Mág Samhradháin, chef du clan McGovern de 1512 à 1532.
Dans la Plantation d'Ulster par concession en date du 26 juin 1615, le roi James VI accorda, entre autres, deux votes à Bracklee à Sir George Graeme et à Sir Richard Graeme pour faire partie du manoir de Greame .
Une Inquisition tenue à Cavan le 31 octobre 1627 révéla que « George Greames avait été élu à Brackley et qu'il était décédé le 9 octobre 1624. Par son testament daté du 1er mai 1615, il laissa ses terres à son fils et héritier William Greames, 30 ans (né en 1594) et célibataire ».
Le Commonwealth Survey de 1652 indique le propriétaire : Thomas Worsopp et le locataire William Lawther, tous deux apparaissant en tant que propriétaire et locataire de plusieurs autres townlands de Templeport dans le même document.
Les Hearth Money Rolls de 1662 montrent trois contribuables au titre de la Hearth Tax dans « Bracklagh » : Hugh McBrien, Phelemy McBrien et Farrall McBrien».
Dans le registre de Templeport de 1761, trois personnes seulement étaient autorisées à voter pour « Brockly » aux élections générales irlandaises de 1761 : Francis Dowler, John Dowler et John McGee. Ils avaient droit à deux votes chacun.
Les Dowlers ont tous deux voté pour Lord Newtownbutler (plus tard Brinsley Butler, 2e comte de Lanesborough) qui a été élu député pour le comté de Cavan et pour George Montgomery (MP) de Ballyconnell, qui a perdu l'élection. McGee a voté pour Lord Newtownbutler (plus tard Brinsley Butler, 2e comte de Lanesborough) qui a été élu député pour le comté de Cavan et pour Barry Maxwell, 1er comte de Farnham, qui a perdu l'élection. L'absence dans le registre du scrutin signifiait soit qu'un résident ne votait pas, soit plus vraisemblablement un détenteur non titulaire du droit de vote, ce qui signifierait la plupart des habitants de Brackley.
La liste des baronnies et paroisses de Cavan Carvaghs en 1790 indique le nom de la ville : "Bracklagh".
Dans le registre des propriétaires libres du comté de Cavan, en 1825, se trouve un propriétaire libre enregistré à Brackley - Michael Cassidy. Il était un propriétaire libre à quarante shillings titulaire d'un bail de son propriétaire, Francis Finley.
Les livres d'application de la dîme pour 1827 énumèrent dix-neuf contribuables du canton.
En 1833, deux personnes à Brackley furent enregistrées comme gardiennes d'armes - Charles Carson et Launcelott Fiffe.
En 1841, la ville comptait 170 habitants, soit 90 hommes et 80 femmes. Il y avait trente et une maisons dans le townland, dont deux étaient inhabitées.
En 1851, la ville comptait 132 habitants, soit 72 hommes et 60 femmes, la réduction étant due à la grande famine (Irlande). Il y avait 24 maisons dans la ville, toutes habitées.
L'évaluation de Griffith de 1857 répertorie trente-neuf propriétaires terriens dans le townland.
En 1861, la ville comptait 122 habitants, soit 66 hommes et 56 femmes. Il y avait vingt maisons dans la ville et toutes étaient habitées.
En 1871, la ville comptait 83 habitants, soit 48 hommes et 35 femmes. Il y avait dix-huit maisons dans le townland, toutes habitées.
En 1881, la ville comptait 84 habitants, soit 44 hommes et 40 femmes. Il y avait vingt maisons dans la ville, dont quatre étaient inhabitées.
En 1891, la ville comptait 70 habitants, soit 38 hommes et 32 femmes. Quatorze maisons sont répertoriées dans la ville, dont l'une était inhabitée.
Au recensement de l'Irlande de 1901, quatorze familles sont répertoriées dans le townland, et dans le recensement de 1911, treize familles sont répertoriées dans le townland.
Le 12 juin 1921, Dean John Finlay, membre du clergé protestant âgé de 78 ans, est abattu lors d'un attentat de l'IRA à son domicile à Brackley House.

## Brackley School
Le livre  Bawnboy et Templeport History Heritage Folklore  de Chris Maguire donne la description suivante de l'école de Brackley, située dans le bourg de Mullaghlea et non de Brackley :
«  Brackley National School 1826-1966: Teachers- Mme Mealiff ca. 1900; Miss Harkness 1903-1934; Robert Hall 1905-'7; Robert Smith 1907-'8; M. Close 1908-13; Maudie Kells 1913-14; Maud Stewart 1914-18; Isabella Hall 1918-20; Mme Foster 1921-29; Mme Coffey 1929-53; Mlle Lattimer, peu de temps; Miss Byers 1954-1956; Mme Coffey 1 an; Miss Byers 1957-58; Mme Knott, 1958-1966, à la fermeture de l'école de Brackley.  »
Une description par un écolier de l'école Brackley dans les années 1930 est consultable en ligne (en) « My first day at school ».

## Lieux et monuments
Les principaux éléments d'intérêt historique dans le townland sont les suivants :
1. le site d'un fort sur motte[20] ;
2. Brackley House[21] ;
3. le site de l'ancienne salle paroissiale de Templeport ;
4. deux grattoirs en silex et un coin en fer, trouvés dans la localité[22].